# Michiel Bartman
Michiel Bernhard Emiel Marie Bartman (Haarlemmermeer, 19 de mayo de 1967) es un deportista neerlandés que compitió en remo.
Participó en tres Juegos Olímpicos de Verano, obteniendo tres medallas, oro en Atlanta 1996 (ocho con timonel), plata en Sídney 2000 (cuatro scull) y plata en Atenas 2004 (ocho con timonel).
Ganó tres medallas en el Campeonato Mundial de Remo entre los años 1994 y 2001.

## Palmarés internacional
| Juegos Olímpicos   | Juegos Olímpicos              | Juegos Olímpicos  | Juegos Olímpicos   |
| Año                | Lugar                         | Medalla           | Prueba             |
| ------------------ | ----------------------------- | ----------------- | ------------------ |
| 1996               | Atlanta (Estados Unidos)      | Medalla de oro    | Ocho con timonel   |
| 2000               | Sídney (Australia)            | Medalla de plata  | Cuatro scull       |
| 2004               | Atenas (Grecia)               | Medalla de plata  | Ocho con timonel   |
| Campeonato Mundial |                               |                   |                    |
| Año                | Lugar                         | Medalla           | Prueba             |
| 1994               | Indianápolis (Estados Unidos) | Medalla de bronce | Cuatro con timonel |
| 1995               | Tampere (Finlandia)           | Medalla de plata  | Ocho con timonel   |
| 2001               | Lucerna (Suiza)               | Medalla de plata  | Cuatro scull       |